# Ludvig Kornerup
Christian Ludvig Kornerup (19 février 1871–27 mars 1946) est un entraîneur de football et un dirigeant de football danois puis suédois. 

## Biographie
Natif du Danemark, il grandit en Écosse. En 1899, il se fixe en Suède et prend la nationalité suédoise en 1905. 
Ludvig Kornerup est le président de la Fédération suédoise de football de 1905 à 1907. Il fait partie du comité de la fédération qui dirige la sélection suédoise lors des Jeux olympiques de 1908, terminant quatrième du tournoi. Il entraîne l'équipe nationale suédoise sur un total de 6 matchs lors de l'année 1908.
Il est également vice-président de la FIFA entre 1908 et 1909 puis de 1914 à 1920.